# Epropetes serrana
Epropetes serrana là một loài bọ cánh cứng trong họ Cerambycidae.